# Supreme Commander
A Supreme Commander (gyakran SupCom) a Chris Taylor vezette Gas Powered Games fejlesztőcég már megjelent RTS (real-time strategy – valós idejű stratégia) játéka. Először a játékosok PC Gamer magazin 2005. augusztusi számában már beletekinthettek a játék élményébe. A játék bizonyos fokig a Gamespy magazin által minden idők legjobb RTS-játékának választott Taylor által fejlesztett 1997-es Total Annihilation követője. Európában 2007. február 16-án, a tengerentúlon négy nappal később jelenik meg.
Ez az RTS már megjelenése előtt forradalmi ötleteket hordozott magában, megjelenése előtt 2006 decemberében a GameStar nevű hazai magazin hasábjain találkozhattunk a bétateszttel. A tesztelők egyértelműen pozitívan vélekedtek a játékról.

## Rengeteg legyártható harci egység
A konkurens RTS-ekben az egyszerre birtokolható egységek száma kb. 100 körüli, a Supreme Commanderben viszont akár 1000 egység is használható. Ez azért fontos, mert több és többféle egységet használva kibővülnek a stratégiai lehetőségek, többféle taktikára is lehetősége van a játékosnak.

## Nagyméretű csatatér
A játék pályáinak mérete is nagyobb, mint konkurenseié. A Supreme Commanderben nem ritkák a több száz négyzetkilométeres pályák. A pályákon a játékos mindhárom klasszikus fegyvernemet – föld, víz, levegő – használhatja. Külön megemlítendő a tengeralattjáró-hadviselés. A kibővült harci terület és a rajta lévő földrajzi adottságok még több taktika alkalmazását teszik lehetővé.

## Újszerű irányítási rendszer
A különböző stratégiák még precízebb irányítást igényelnek, ezért a játékban egy bonyolult, de annál kényelmesebben használható irányítási kezelőfelületet kapunk. Például a zoom segítségével egy egység is betöltheti a képernyőt, de ha az egész pályát akarjuk látni, akkor kizoomolva azt is megtehetjük. A közelítést arra a pontra alkalmazza a játék, ahol az egér van. Ez a megoldás a legészszerűbb és jóval megkönnyíti az irányítást, hamarabb közelíthetünk az általunk látni kívánt helyre, hamarabb mérhetjük fel a szituációt.

## Total Annihilation2
A Total Annihilation második részének is emlegetett játék a sok stratégiai lehetőség engedélyezésével rengeteg szokatlan taktikát tesz lehetővé számunkra. A játék nagy méretbeli különbségeit jól érzékelteti a zoomnál. A globális háború érzetének élményét még tovább növeli az ún. kísérleti egységek használata. A játékban minden frakciónak (erről alant) van 3 darab kísérleti egysége, amelyek nagyméretűek, ehhez mérten magas előállítási költségeik vannak és nagy pusztításra képesek. Ezek alkalmazása csak a játék későbbi szakaszában lehetséges.

## Gépigény
A játék megjelenésekor a szaggatásmentes játékhoz nagy teljesítményű PC-re volt szükség. Ez indokolható a játékban egyszerre látható egységek nagy számával és a részletes grafikai megjelenéssel. Külön játéktechnikai probléma, hogy sok egység esetén az útszámító algoritmusok késlekedése miatt egy-egy új parancs esetén akár másodpercekig állhatnak az egységek.

## Értékelés

### GameStar
A GameStar című magazin értékelésében a játék 94%-ot kapott. Ebben szerepet játszott újszerűsége. A Supreme Commander játékmenete nem a játékos egérrel és billentyűzettel való ügyességét támogatja, hanem a stratégiaérzékét. Vagyis a játékosnak az eszére kell hagyatkoznia, ki kell használnia agya eddig használatlan zugait, amiről talán még nem is tudott. A jó stratégia erről megismerhető.